# Свети Димитър (Цариград)
Вижте пояснителната страница за други значения на Свети Димитър.
„Свети Димитър“ е български православен храм в Истанбул, Турция, построен през 1919 – 1921 година при българското православно гробище в цариградския квартал Ферекьой.
Парите за построяването на църквата са дарени от българския търговец от Загоричани, Костурско Димитър Спиров, а иконите и стенописите са изрисувани от художника Пандо Сеферов – възпитаник на Софийското рисувално училище. Осветен е на 18 септември 1921 г., а на 23 януари 1922 г. в османския правителствен вестник „Таквим векайи“ е обнародвано султанско ираде (указ) с дата 8 януари същата година, утвърждаващо стремежа и обредната му дейност.
Храмът е наречен „Свети Димитър“ в прослава на небесния покровител на ктитора Димитър Спиров. Над притвора на църквата има надпис:
„Храмъ Св. в. м. Димитри Мироточивий

е съграденъ въ лѣто Господне 1921

следъ Рождество Христово

съ средствата и предстоянието на родолюбивия

Димитъръ Г. Спировъ

родомъ отъ Загоричени Костурско Македония

въ паметъ и веченъ споменъ на убититѣ

на 25 мартъ 1905 г.

63 българи въ родното имъ с.Загоричени отъ гръцкитѣ андарти““
В притвора на храма вляво има красив скулптурен бюст на ктитора.

## Галерия
- Семейна гробница на Ламбо Черкезов (1840-1915) от село Горенци, Костурско, Македония
- Семейна гробница на Никола М. Белчев (1865-1932) от село Емборе, Кайлярско, Македония
- Семейна гробница на Кирил Лолов от село Прекопана, Костурско, Македония